# Canal 4
Canal 4 és un canal de televisió de proximitat, amb seu a Barcelona i Mallorca. Les seves emissions a Mallorca van començar el 5 de setembre de 2022, mentre que a l'Àrea Metropolitana de Barcelona ho va fer el 12 de setembre del mateix any.
El canal està disponible a través de la televisió digital terrestre de Mallorca i l'Àrea Metropolitana de Barcelona i també per internet.

## Programació
Els programes que s'emeten per Canal 4 són els següents:
- Zippi zapping, programa de zàping que es feia a Tevecat amb Albert Lesán, Sabina Pedrós, Enric Bayón, Angelica Triana, Edu Mutante, Pau Murner, Toni Cano, Jordi González, Naila Lesán, Judith Salvat, Katia Monclus, Sonia Madoc.
- Sense control, magazín presentat per Elena Batista.

## Freqüències
Les freqüències d'emissió de Canal 4 són les següents: 
- 37 UHF: Palma (Mallorca)
- 48 UHF: Barcelona (Barcelonès)
- 39 UHF: Sabadell (Vallès Occidental)
- 40 UHF: Granollers (Vallès Oriental)